# Gerald's Game
Gerald's Game é um livro de suspense produzido em 1992 pelo escritor estadunidense Stephen King. A obra retrata a história de uma mulher cujo marido morre enquanto ela está algemada a uma cama e, após a subsequente percepção de que ela está presa com pouca esperança de resgate, ela deixa com que as vozes dentro de sua cabeça assumam o controle.
O livro é dedicado à esposa de King, Tabhita e suas cinco irmãs. Originalmente, o livro pretendia ser uma peça complementar ao romance de King, Dolores Claiborne, com um tema de ligação comum, apesar do póstumo esquecimento do público. Em 2017, o livro foi adaptado cinematograficamente para um filme homônimo dirigido por Mike Flanagan e distribuído pela Netflix.